# 庭坂事件
庭坂事件是1948年（昭和23年）發生於日本福島縣信夫郡庭坂村（现福島市庭坂町）的鐵路列車出軌事件。
1948年4月27日零時四分，由青森開往上野的402次列車，由專用於大坡度路段的4110型蒸汽機車牽引，行經奧羽本線赤岩站至庭坂站之间，開出馬洞門隧道不久，機車和郵政車出軌並墜落至路堤下方約十公尺處，之後的行李車與客車也出軌。第一輛客車傾斜達45度，幸而奧羽本線正在進行電氣化工程，電線桿頂住了客車使其免於墜落。
司機員（管野弘道）與助手（三浦忠男）被岩石擊中當場死亡，搭乘於機車的技工（山岸孝）重傷後死亡，行李車車掌（武田喜平）受傷。
事後現場調查發現出軌地點距離庭坂站1.8公里，為曲率半徑300公尺的左彎道下坡路線，坡度高達千分之三十一點三，附近有兩塊軌道接板、四顆螺栓、六顆道釘被拔出來。事故原因有各種陰謀破壞，或是維修工程疏忽等說法，但都缺乏證據，真相至今不明。其情形與後來發生在附近的松川事件類似。

## 其他
- 事故現場附近豎立了一座紀念碑，紀念殉職者，碑誌寫著「事故原因不明」。

## 相关项目
- 松川事件

1. ↑  伊部正之.  (PDF). 福島大学研究年報. 2012, (第７号): 13-20  [2024-12-17].
2. ↑  松本清張. . 台灣新北市: 新雨出版社. 2019. ISBN 9789862272640.